# Блинки Бил: Филмът
„Блинки Бил: Филмът“ (на английски: Blinky Bill the Movie) е австралийска компютърна анимация от 2015 г., базиран на героя Блинки Бил, антропомофорна коала, създадена от Дороти Уол за едноименната поредица книги през 1933 г. Филмът е продуциран от Flying Bark Productions и е копродуциран от Assemblage Entertainment (Индия) и Telegael (Ирландия).

## В България
В България филмът е пуснат по кината на 11 септември 2015 г. от „Лента“.
Излъчва се многократно по Кино Нова.
Нахсинхронен дублаж
| Роля          | Изпълнител |
| ------------- | --- |
| Блинки Бил    | Христо Димитров |
| Ядчица        | Ралица Стоянова |
| Други гласове | Петър Върбанов Жени Пашова Петя Силянова Албена Ставрева Коко Трендафилов Стефан Младенов Тодор Георгиев Георги Стоянов Константин Лунгов |